# Euclidia vittata
Euclidia vittata är en fjärilsart som beskrevs av Philippi 1860. Euclidia vittata ingår i släktet Euclidia och familjen nattflyn. Inga underarter finns listade i Catalogue of Life.